# Förstakammarvalet i Sverige 1941
Förstakammarvalet i Sverige 1941 var ett val i Sverige till Sveriges riksdags första kammare. Valet hölls i den femte valkretsgruppen i september månad 1941 för mandatperioden 1942-1949.
Tre valkretsar utgjorde den femte valkretsgruppen: Jönköpings läns valkrets, Göteborgs och Bohus läns valkrets och Värmlands läns valkrets. Ledamöterna utsågs av valmän från det landsting som valkretsarna motsvarade.
Ordinarie val till den femte valkretsgruppen hade senast ägt rum 1933.

## Valmän
| Landsting           | H    | B    | F    | S    | SKP | Totalt |
| ------------------- | ---- | ---- | ---- | ---- | --- | ------ |
| Landsting           |      |      |      |      |     | Totalt |
| Jönköping           | 7    | 10   | 12   | 23   | 0   | 52     |
| Göteborgs och Bohus | 10   | 6    | 6    | 25   | 1   | 48     |
| Värmland            | 6    | 5    | 10   | 37   | 1   | 59     |
| Totalt              | 23   | 21   | 28   | 85   | 2   | 159    |
| %                   | 14,5 | 13,2 | 17,6 | 53,5 | 1,2 | 100,0  |

## Mandatfördelning
Den nya mandatfördelningen som gällde vid riksdagen 1942 innebar att Socialdemokraterna fick egen majoritet. Socialdemokraterna skulle komma att behålla sin egen majoritet tills första kammaren upplöstes år 1970. 
| Parti  | Parti                        | FK 1941 | 5:e valkretsgruppen | 5:e valkretsgruppen | 5:e valkretsgruppen | FK 1942 |
| Parti  | Parti                        | FK 1941 | Innan               | Efter               | Ändring             | FK 1942 |
| ------ | ---------------------------- | ------- | ------------------- | ------------------- | ------------------- | ------- |
|        | Socialdemokraterna           | 75      | 8                   | 10                  | ▲2                  | 77      |
|        | Högerns riksorganisation     | 35      | 4                   | 3                   | ▬                   | 35      |
|        | Bondeförbundet               | 24      | 4                   | 2                   | ▼2                  | 22      |
|        | Folkpartiet                  | 15      | 2                   | 2                   | ▬                   | 15      |
|        | Sveriges kommunistiska parti | 1       | 0                   | 0                   | ▬                   | 1       |
| Totalt | Totalt                       | 150     | 18                  | 17                  | ▼1                  | 150     |

## Invalda riksdagsledamöter
Jönköpings läns valkrets:
- Bernhard Nilsson, h
- Allan Holstenson, bf
- Eskil Albertsson, fp
- Gustaf Heüman, s
- Ivan Pauli, s
- John Sandberg, s

Göteborgs och Bohus läns valkrets: 
- Frans Hansson, h
- John Gustavson, bf
- Karl Andersson, s
- Gustaf Karlsson, s
- Oscar Mattsson, s

Värmlands läns valkrets:
- Gustav Björkman, h
- Åke Holmbäck, fp
- Johannes Pettersson, s
- John Sandén, s
- Karl Schlyter, s
- Östen Undén, s